# Училище за жени
„Училище за жени“ (на френски: L'école des femmes) е комедия в 5 действия в стихове от френския писател Жан-Батист Поклен, известен със сценично име Молиер.
За първи път е поставена на сцена в „Пале Роял“, Париж на 26 декември 1662 г. Комедията се смята за първия шедьовър на Молиер и на френската висока комедия изобщо. 

## История
Пристигането на трупата на Молиер във френската столица от гледна точка на литературната история дава началото на т.нар. „парижки“ период на драматурга. Пиесата е посветена на Хенриета от Англия, съпруга на херцога на Орлеан, по-малкият брат на Луи XIV - официален покровител на трупата. Представена е там 31 пъти до Великден в петък, 9 март 1663 г. На 1 юни същата година пиесата се играе отново, този път заедно с „Критика върху „Училище за жени“. За последен път пиесата е изпълнявана през 1669 г. 
В съдържателно отношение Молиер продължава темата за „възпитанието“ на жените, разгледана година по-рано в „Училище за мъже“ (по мотиви от „Братя“ на римския комедиограф Теренций). В тях Молиер демонстрира напредък, който няма как да остане незабелязан. Тези комедии се числят към т. нар „високи комедии“. Те са извадени от идеята за просто смешното и са много по-трагични, отколкото комични в своята същност. Изграждат образи, които се завъртат около много по-съществени житейски ситуации с голям потенциал за интерпретация. Този обрат се случва, за да се удовлетворят високите изисквания на парижката публика.
По-конкретно, „Училище за жени“ показва как опитът на един мъж да спечели за съпруга момиче, отгледано в невежество, се проваля. Фактът, че Молиер придава на главния си герой не само смешни, но и сериозни черти, силно психологизира образа му. Това, заедно с  нестандартния начин, по който подкопава правилата на комедийния жанр, предизвиква разгорещен обществен дебат. В отговор на нападките самият Молиер изразява позиция по този въпрос с едноактната си пиеса „Критика върху „Училище за жени“ (La Critique de l'École des femmes).
За разлика от своите сънародници и съвременници Корней и Расин, чиито трагедии се играят пред образованата парижка публика, Молиер се обучава в драматургичния занаят чрез срещи с обикновените хора. За разлика от своите колеги поети, е на сцената като актьор. В продължение на 13 години пътува с трупата си из Централна и Южна Франция, преди да се завърне – с тях и като техен ръководител – в родния си Париж през 1658 г. Облагодетелстван след установяването на абсолютизма около 1660 г. и лично насърчаван от младия любител на забавленията крал Луи XIV, Молиер успява сравнително бързо да се наложи и утвърди - дори срещу врагове, които вече си е спечелил с първия си голям успех – „Смешните прециознички“ (1659). До „Училище за мъже“ (1661) остава ангажиран с типа комедия, която е повлияна главно от италианската комедия дел арте (commedia dell’arte). „Училище за жени“ бележи повратната точка към комедията на героите. 
Паралелите между семейния живот на Молиер с първоначалната констелация в „Училище за жени“ са очевидни. На 20 февруари 1662 г. се е състояла сватбата на 40-годишния Молиер с Арманда Бежар, една от актрисите в трупата му, която е била на около 20 години. Тя е по-малката сестра на Мадлен Бежар. Според противниците на Молиер той е имал любовна връзка с по-голямата сестра, а някои достигат в твърденията си дотам да смятат, че Арманда е негова дъщеря. От брака на Молиер с Арманда Бежар се ражда син, който на 8 месеца умира. След това се ражда дъщерята Еспри-Мадлен (1665-1723), починала без потомство. Раждат се още един син и дъщеря, които умират съвсем малки. Всичко това, както и засилващата се ревност на Молиер, вгорчава неговия брачен живот. 
Съществува и психологическият фактор: душевното състояние на мъжа, на когото са „сложили рога“ против волята му, е твърде познато на Молиер, още повече, че той отново играе главния герой – точно както в двете предишни пиеси, в които се разглежда темата за женското. „Дон Гарсие от Навара“ е за прекомерната ревност на един мъж, а „Училище за мъже“ е за двама братя, които са готови да се оженят и които с различна степен на успех ухажват своите подопечни; този, който се проваля, е Сганарел, ексцентричен и пресметлив човек, нежелаещ да се адаптира, който държи желаната от него жена, която му изневерява с по-млад мъж, насила.

## Сюжет
Внимание:  Текстът по-долу разкрива сюжета на произведението (или части от него)!
Арнолф, 52-годишен ерген, който току-що е сменил името си на по-аристократичното „господин Стеблов” (на дънер на дърво в неговия имот), решава да се ожени. Това, което му е пречило дотогава, е страхът да не би да сподели съдбата на мъжете, чиито жени им „слагат рога“. За да не попадне сам в този брачен капан, разработва собствена стратегия. Осиновява 4-годишно момиче на име Агнес, оставя го да расте в монашеско уединение в продължение на 13 години и след това настанява в своя къща детето, възпитано да бъде невинно, невежо и покорно, изолирано от външния свят и пазено от слугите му, за да го направи своя бъдеща вярна жена. 
Кризалд, приятел на Арнолф, му споделя няколко свои несъгласия относно негови решения, като например смяната на името му. Също така го предупреждава за погрешността в неговия дългосрочен план да държи своята повереница Агнес в манастир. Той подчертава и опасността, че може да стане обект на присмех, която витае над него от самото начало и която бързо се изостря с появата на младия Орас (син на Оронт, приятел на Арнолф).
След 10-дневното си отсъствие Арнолф се завръща и се среща с Орас, който му признава, че се е влюбил в Агнес, която е държана в плен от богат ексцентрик и ревнивец, господин Стеблов - новата самоличност на Арнолф, за която Орас не знае нищо. По-нататък Арнолф се опитва да го държи в неведение за това, че той е въпросният настойник на Агнес, за да бъде информиран за всичко, което се е случило и е било планирано, и да предприеме контрамерки от своя страна. Така започва съревнованието между двамата мъже да задържат Агнес за себе си въпреки неочакваните предизвикателства.
Арнолф притеснено разпитва Агнес за нейната среща с Орас. Възниква объркване, като Агнес си мисли, че е получила разрешение от Арнолф да се омъжи за Орас, докато Арнолф си мисли, че тя ще се омъжи за него самия. Когато той осъзнава какво се е случило, ѝ забранява да се вижда повече с Орас и изпраща нотариус да подготви брачния договор. Орас се връща отново, за да види Агнес, но тя го отблъсква според заповедите на господаря си и даже хвърля тухла по него, върху която обаче е  прикрепена бележка, признание на любовта ѝ. Орас неразумно споделя мъката си с Арнолф за опитите си да освободи момичето. Арнолф осъзнава, че Агнес е по-хитра, отколкото е предполагал, но въпреки нейното предателство я обича даже повече. Орас за пореден път посвещава Арнолф в нов план да бъде с Агнес. След като си тръгва, Арнолф нарежда на слугите си на всяка цена да го възпрат тази нощ, когато дойде да отвлече любимата си. Въпреки това Агнес избягва с него. Орас, който все още не знае какъв е Арнолф на момичето, го моли да приюти Агнес за известно време. Арнолф успява да върне момичето при себе си и му разкрива любовта си. Това, което той не успява да направи обаче, е да убеди Агнес, че именно той, а не Орас, заслужава да бъде неин съпруг.
В крайна сметка обаче всичко изглежда се обръща към по-добро за Арнолф, когато Орас го моли да разубеди баща си Оронт, който сега е пристигнал, да не го жени за дъщерята на някакъв си Анрик. Уверен и безскрупулен, Арнолф нарушава обещанието си към Орас, но научава, че избраната от Оронт е не друга, а самата Агнес. Родителите ѝ – Анрик и сестрата на Кризалд – са дали детето на селянка в извънредна ситуация и са емигрирали в Америка, откъдето Анрик се завръща сам. Така бащините планове и желанията на младите се осъществяват с радост. За Арнолф остава само „утехата” на приятеля Кризалд: „Отгатвам май какво измъчва ви душата,/но с него пак добро донася ви съдбата./Щом мразите рога, ще трябва според мен/да си останете завинаги ерген“.

## Анализ

### Заглавие
В различни преводи заглавието „Училище за жени“ може да се срещне и като „Училище за съпруги“ (по модела на комедията близнак „Училище за съпрузи“ / „Училище за мъже“), което носи идеята за покорната съпруга, която трябва да е винаги вярна на мъжа до себе си. Заглавието, което препраща към идеята за съпругата като просто длъжност, намира своя израз в така наречените „Правила на брака“, които Агнес чете на глас в III действие, II сцена (чете максимите и задълженията на омъжените жени според Римския катехизис, възложен по време на католическата контрареформация от Трентския съвет). Тези правила постулират разбиранията на Арнолф за стереотипната съпруга, която иска да въплъти в Агнес. По този начин авторът засяга въпроса за статута на жените в обществото, техните права за образование и позицията им в семейството, както в личностен, така и в сексуален план. В българския превод „Училище за жени“ се откриват дидактическият модел и този на възпитанието като най-здравата основа на битието. Заглавието на комедията се основава на „Училище за мъже“, написана година по-рано. За разлика от някои от следващите велики произведения на Молиер („Тартюф или Измамникът“, „Мизантроп“, „Скъперникът“, „Мнимият болен“), тя не разкрива нищо за нито една черта на главния герой, нито дори кой е той. Но и двете са ясни от самото начало.   

### Действащи лица
- Арнолф или Господин Стеблов – богат гражданин
- Агнес – девойка, възпитана от Арнолф
- Орас – нейният любовник
- Ален – слуга на Арнолф
- Жоржета – слугиня на Арнолф
- Кризалд – приятел на Арнолф
- Анрик – зет на Кризалд
- Оронт – баща на Орас и добър приятел на Арнолф
- Нотариус

С „Училище за жени“ Молиер успява да направи крачката от комедия на типажите и фарсовата комедия към комедия на характерите, и то с образа на Арнолф - първият реалистичен и диференциран персонаж. 
Арнолф е обсебен от идеята за вярната съпруга. Той е воден от страха си, че бракът ще го направи равен на онези, които презира и осмива: „рогатите“ съпрузи, които не искат да проумеят как са подиграни от жените си и техните любовници пред обществото, или тези, които го осъзнават, но толерират това. Приятелят му Кризалд е носителят на другата гледна точка, обратната на тази на Арнолф, което го прави неотменимо важен образ за цялото произведение, защото противопоставяйки се на протагониста Арнолф, допринася за разбирането на особения му нрав. Кара го да се замисли, че пренебрегва други добродетели, които трябва да се ценят по-високо, и че целият му псевдоморал се основава само на страха му от изневярата. Благоразумният Кризалд го съветва да бъде умерен, но Арнолф не се вслушва в думите му заради горещия си нрав и остава завладян от своите страсти и мания. Неговата мечта, която дълги години крепи илюзията, че ще може да се разпорежда с подопечната си по свое желание, се превръща в кошмар за него само за няколко дни. Това, което е искал да избегне на всяка цена като бъдещ съпруг, сега преживява дори преди брака. Отчасти го разгневява събудената у него ревност, отчасти безсилието пред случващото се и още повече това, което трябва да чуе от Агнес. Аргументите, с които тя оправдава избора си, са обезоръжаващо прости и истински и подчинени на любовта ѝ към Орас. Тя казва, че бракът с Арнолф ѝ се струва омразен, докато този с Орас ѝ се струва удоволствие. Успява да заяви любовта си и да докаже, че въпреки възпитанието ѝ в невежество, тя не е забравила силата на емоциите и желанията. Орас се оказва по-умел в разпалването на чувствата ѝ и не се нуждае от толкова много думи („Не влиза тая реч в сърцето надълбоко./А с две слова Орас как близко би дошел!“). След срещата си с Орас Агнес разбира, че през всичките тези години е била възпитавана в невежество и ограничавана с цел нейното подчинение, затова така вменяваният ѝ дълг губи стойност. Арнолф започва своите отчаяни действия: отначало той се стреми да я „пребори“, после моли за любовта ѝ на колене и накрая иска да я изпрати обратно в манастира.         
Иронията на финала се състои в примирението на Арнолф с женитбата на двамата влюбени. „Училището“, което Арнолф е предназначил за бъдещата си съпруга, се проваля още при първото препятствие, а именно пробуждането на любовта на Агнес, което е едновременно пробуждане на чувственост и духовна независимост. 
Някои биха сметнали Арнолф за достоен за уважение заради неговата любов, както той сам нарича чувствата си към Агнес, но не може да не остане незабелязана неговата мания за господство. Въпреки всичко е очевидно, че и двамата персонажи - на Арнолф и на Агнес, претърпяват развитие на характерите си, независимо от това, че се намират в противоположни позиции.

### Жанр
Корней и Расин са символ на трагедията на Френския класицизъм, а Молиер - на комедията. Това не означава, че Молиер страни от трагедията нито като автор, нито като драматург и изпълнител. Трагедиите, които е написал сам и които изпълнява, нямат голям успех, за разлика от комедиите, какъвто е случаят с първата му и основополагаща изява пред Луи XIV. Въпреки предишните си опити да създаде качествена трагедия Молиер не остава в литературната история като добър автор на такива. Това не му пречи обаче да смята жанра на трагедията за образцов и значим. Въпреки преклонението на Молиер към високата трагедия обаче, той намира себе си в т.нар. „висока комедия”, която развива благодарение на умението си да разбира и да откликва на търсенията на парижката публика. 
За разлика от „Училище за мъже“ например, в „Училище за жени“ Молиер се лишава от контрастен паралелен сюжет. Освен това се наблюдава промяна в перспективата в полза на главния герой, тъй като зрителят никога не вижда и не преживява пряко срещите между младите влюбени - той научава за тях само чрез посредничеството на Арнолф. Тази хитрост засилва напрежението и често отнема привилегията на комедийната публика да знае повече от самите герои. Но тя оказва влияние и върху управлението на симпатиите. Публиката съчувства безрезервно на тези, които трябва да намерят щастието, и отново се издигат над „злодея“, чиито интриги по някаква случайност се обръщат срещу него и му позволяват да получи „заслужената награда“. Това, разбира се, не променя факта, че Молиер е нарисувал главния герой на първата си „комедия на героите“ по такъв начин, че зрителят със сигурност има основания да го приеме сериозно въпреки цялата му комичност и нелепост.

## Рецензия
Молиер създава около 30 творби в стихове и проза, които имат основополагащо значение за целия френски театър, заедно с произведенията на Корней и Расин. За разлика от тях, Молиер още приживе се сблъсква с отрицанията, споровете, дори порицанията, които съпътстват почти всичките му произведения, въпреки кралската протекция, която му осигурява Краля Слънце.
След като обновената зала на театър „Пале Роял“ отваря врати, на сцената се качва трупата на Молиер и представя „Дон Гарсие от Навара“, в която авторът на пиесата и Мадлен Бежар изпълняват главните роли. С това си произведение драматургът отбелязва този знаков момент за парижкия театър, а именно вдъхването на нов живот на известния „Пале Роял“. Но драматичният сюжет не се посреща от публиката добре и са изиграни едва седем представления. Така Молиер разбира, че трагедията не е негово призвание, въпреки че е смятана за висша форма на театралното изкуство, и се посвещава само на комедията.
„Училище за жени“ има незабавен и устойчив успех. С тази пиеса Молиер навлиза в творческата си зрялост, защото това е проблемна комедия, далеч от фарсовата, надминаваща в пъти античното квипрокво (мотивът за недоразумението). Колкото и да е успешна, в същото време тя предизвиква бурна обществена дискусия, в която се включва и самият Молиер като защитник на творението си. Тази защита засяга както художествените аспекти, така и темата, която се разглежда в пиесата. Комедията на Молиер разчупва някои условности, които тогава са били очаквани от този жанр, а също и от собствените му пиеси. Писатели като Томас Корней и Доно дьо Визе я критикуват за това, че дава предимство на образа пред интригата, за липсата на последователност в характерите и за смесването на елементи на трагедия и фарс. Визе дори написва своята „Зелинда или истинска критика на „Училище за жени“. В нея той прави явни намеци към личния живот на Молиер, дори стига до там, че набеждава Жан-Батист за неизмеримо дързък, защото се присмива на Десетте Божи заповеди. Това твърдение му спечелва най-върлия противник - католическата църква, която в своята строгост и осъдителност в пъти надгражда недоволството на литературните му съперници. По отношение на съдържанието Молиер е атакуван заради факта, че пиесата му критикува традиционното схващане за съпружеската любов като дълг и наложена вярност. 
Молиер се чувства предизвикан да заеме публична позиция и отговаря с пиесата „Критика върху „Училище за жени“ (на френски: La Critique de l'École des femmes), чиято премиера е шест месеца по-късно след „Училище за жени“, позволявайки на противниците да говорят. Най-коментирана остава сцената с въпроса на Арнолф към Агнес какво е „взел“ от нея Орас, която предизвиква обида и е изрично описана от един от героите като „неприлична“.
По повод комедиите на Молиер през времето са се изказвали някои велики поети и творци. Начело на този списък от своеобразни критици на френския драматург са Пушкин, Хегел и Никола Боало. Никола Боало преди още да се срещне с Молиер, въпреки нападките срещу него, го поздравява за „Училище за жени“. Известният автор на „Поетично изкуство“ по-късно провъзгласява Молиер за майстор на изкуството да „изковава“ хубави стихове. Именно Пушкин пък е този, който кръщава новия жанр „висока“ комедия и я определя като приближаваща се до трагедията и акцентираща върху развитието на характерите. Хегел в своята „Естетика“ казва, че Молиер, заедно с Шекспир, поставя световната комедиография пред нови теоретични проблеми и че Молиеровите герои винаги „подхождат с горчива сериозност“, затова и не могат да се надсмиват свободно над себе си и над постъпките си, още повече да ги осъзнаят и това да предизвика качествена промяна в личността им.
Не на последно място стои и най-масовият и разнороден критик на Молиер, а именно парижката публика. Тя е смесица от всякакви прослойки и класи - дребни аристократи, буржоа, знатни особи и обикновени граждани. Следователно това обуславя многото и различни търсения, очаквания и изисквания на такава публика. Интересно е, че Молиер успява не само да привлече интереса на богатите, но и заедно с това да реагира на социалните вълнения на масовото общество, което също открива себе си в комедиите му, по-конкретно в „Училище за жени“.